# Gare d'Arib
La gare d'Arib est une gare ferroviaire algérienne, située sur le territoire de la commune de Arib, dans la wilaya d'Aïn Defla.

## Situation ferroviaire
La gare se situe sur la ligne d'Alger à Oran, où elle est précédée de la gare de Sidi Lakhdar et suivie de celle d'Aïn Defla.

## Service des voyageurs

### Desserte
La gare d'Arib est desservie par :
- les trains grandes lignes de la liaison Alger - Oran[1] ;
- les trains régionaux des liaisons :
  - Alger - Chlef[2] ;
  - Chlef - Khemis Miliana[3].